# Madame Eugène Verdier
'Madame Eugène Verdier' est un cultivar de rosier thé obtenu en 1882 par le rosiériste lyonnais Antoine Levet. Il est dédié à l'épouse du célèbre obtenteur parisien, Eugène Verdier fils (1827-1902). Il est issu de 'Madame Bérard' (Levet, 1872) fécondé par 'Madame Falcot' (Guillot fils, 1858) et descend donc du fameux 'Gloire de Dijon'. Ce rosier ne doit pas être confondu avec l'hybride remontant du même nom, obtenu par Verdier en 1875, aux fleurs de couleur rose.

## Description
C'est un arbuste vigoureux et sarmenteux aux aiguillons rares et au feuillage vert foncé.  Ses grandes fleurs jaune canari aux longues tiges peuvent être aussi jaune paille au fur et à mesure de la floraison, la face intérieure des pétales étant d'une couleur plus soutenue. Ses fleurs globuleuses sont très odorantes. Cette rose a été très remarquée par sa couleur jaune, encore rare à l'époque, pour les rosiers thé. Elle est considérée par le Journal des roses en 1896 comme l'une des meilleures vingt-cinq variétés des vingt dernières années. Elle fleurit tard dans la saison.
C'est une variété peu résistante aux hivers froids.

## Descendance
'Madame Eugène Verdier' compte parmi ses descendants le fameux cultivar 'Château de Clos-Vougeot' (Pernet-Ducher, 1908) et 'Mademoiselle Germaine Trochon' (Pernet-Ducher, 1893).